# 第19師団管区
第19師団管区（だいじゅうきゅうしだんかんく）は、1939年から1940年まで、当時日本の植民地だった朝鮮の北東部に置かれた日本陸軍の管区である。朝鮮に2つ置かれた師団管区の1つであった。
師団管区は、1939年、昭和14年勅令第518号（8月1日制定、2日公布）による陸軍兵事部令制定にともない設けられた。この頃の日本の内地には、徴兵事務を扱う連隊区が多数あり、第18までの師管に属し、同じ番号の師団の管轄地となっていたが、朝鮮には師団があって師管・連隊区がなかった。陸軍兵事部令とともに、6つの兵事区と2つの師団管区が朝鮮に置かれた。その一つが、第19師団が管轄する第19師団管区である。朝鮮の北東部、ソビエト連邦と国境を接する咸鏡北道の羅南兵事区と、その隣、咸鏡南道の咸興兵事区が隷した。
1940年、昭和15年軍令陸第20号（7月24日制定、26日公布、8月1日施行）の陸軍管区表改定で、師管と師団管区の名称は番号ではなく地名からとることになり、第19師団管区は羅南師団管区に改称した。